# 清田益章
清田 益章（、1962年4月30日 - ）は、1970～80年代にかけて超能力者として日本のマスメディアに取り上げられた人物。「エスパー清田」とも呼ばれる。スプーン曲げなどの念力や念写などを披露した。2003年春に「脱・超能力者」を宣言し、イベント企画会社の代表を務める。

## 経歴
東京都足立区で寿司屋の長男として生まれる。専修大学松戸高等学校、専修大学文学部人文学科心理学コース卒業。1974年にユリ・ゲラーが話題になったのを機に日本国内で見出された、いわゆる「超能力少年・少女」たちの一人。
かつての超能力少年たちのほとんどがトリックを暴かれるなどして姿を消していった中で、青年になって以降も何らかの形で（その機会はきわめて数少ないながらも）メディア出演等といった表舞台で活動していたと言えるのは清田一人であった。
1974年には火星にテレポートしたと話しており、ゼネフという肉体を持たない宇宙人とは何度も接触していたという。当時は火星で見た景色は実際の火星の景色と似ていると話題になったという。なお、実際に行ったかどうかはわからないとも語っている。本はまったく読んだことが無く、勉強もしたことがないという。つのだじろうと交友があって、書状を巻物で送ってくるなどが「ちょっとウザい」とも話している（『博士の異常な鼎談』清田益章）。
1984年にテレビ番組で、スプーン曲げと念写でトリックや不正をしていた一部始終が放送される（後述）。1989年頃には「辻仁成のオールナイトニッポン」にも時折ゲストとして出演していた。その後ミュージシャンへの転身を宣言、1990年にアルバム「さよなら神様」（MMG） にてロック歌手としてデビューしたが、8000枚を売るにとどまった。当時はさくらももこらの著名人との交流でも知られていた。2003年春に「脱・超能力者宣言」をし、超能力実験の被験者になるのはやめたものの、テレビ番組やイベントではスプーン曲げを披露していた。
近年は「祈り」と「踊り」を組み合わせた「おのり」なるものを探求している。2度結婚しているが、離婚している。妻との間に子供はいない。妻との離婚後に、2004年までバリ島に在住した。
2006年10月6日、知人から大麻13gを譲り受けたとして大麻取締法違反容疑で逮捕され、同年12月5日、東京地方裁判所が懲役1年・執行猶予3年の判決をした。

## トリック使用と不正の発覚
1974年『週刊朝日』がスプーン曲げトリックを暴く記事を掲載する。これをきっかけに少年少女の超能力ブームは鳴りを潜め始める。
1984年2月3日のフジテレビ『金曜ファミリーワイド』「超能力を100倍楽しめる徹底解剖」で超能力ではなくトリックを使っているのを見破られ、その手口の一部始終を放映された。スプーンは力任せに曲げて、念写のポラロイドフィルムは事前にトイレで感光させておいてすり替えるという手口だった。これについて本人は「プレッシャー（テレビ局の圧力）などからたまたまインチキをしてしまっただけで、普段は超能力で曲げており、自分が超能力者であることは間違いない」と主張している。これについてフジテレビの宇留田俊夫プロデューサーは圧力やプレッシャーをかけた事実はないと反論した。一方で、科学ドキュメンタリー番組「知られざる世界」において放送された、科学者2人と日本マジック協会幹部監修の元での実験はトリックが見つかることなく成功させている。 
超心理研究会を主宰する市村俊彦は、『金曜ファミリーワイド』放送後に自らの『テレパシー』誌上でESPERの筆名で、清田がメディアに登場し始めた小学生6年生の頃から時折インチキでスプーン曲げをしていることは見抜いていたと記した。
超常現象に肯定的なオカルト情報誌『ムー』は1984年4月号と5月号の記事で『金曜ファミリーワイド』の番組内容が偏向していたとしている。スプーンの破断面を分析すると手で曲げた以外のものがあったこと、ガラス容器の中の糸に吊った5円玉を動かすことが出来たこと、脳波や体温の変化があったことなど、清田の超能力に肯定的な部分は放送しなかったと『ムー』は報じた。
これとは別に1991年に雑誌『デジャ=ヴュ』第6号の記事では、ポラロイドフィルムの念写に何度も失敗した末に念写に成功した。しかし、事前にフィルム番号が控えられていたことが清田には伏せており、その編集部が用意したフィルムでの念写は全て失敗していた。一方、念写に成功したフィルムの番号は控えられていないもので、清田によって密かにフィルムがすり替えられていた事実が発覚した。その他に、外国の超心理学の学者との念写の実験では、成功したのは清田にカメラを渡して2時間くらいしたときに限られていたという。
『週刊少年サンデー』1974年7月7日号には手を触れないでスプーンを曲げる少年として登場。記事中では手に触れずにスプーンを曲げたということになっていたが、これは触れずに曲がったと書かないと掲載を拒否すると清田の父親から通達があったためで、実際には触らないとスプーンを曲げられなかった。しかし記事を落とさないためにやむなく事実をねじ曲げて、掲載したのだという。

## 著書
- 『サイキの海へ:超能力をめぐる対話』 (めるくまーる, 1986)-宮内勝典と共著
- 『悪の超能力:実践スーパー・コミュニケーション』 (オーエス出版, 1989)
- 『発見!パワースポット』(太田出版, 1991)
- 『清田益章の超能力開発講座:エスパーが教える念力・透視・テレパシー!』(学習研究社、1992)
- 『超能力者清田益章が選ぶ本物のパワースポット』(学研パブリッシング、2010)
- 『〈超能力対談〉飛鳥昭雄×清田益章:スプーン曲げの秘密とプラズマ超科学』(学研パブリッシング、2013)-飛鳥昭雄と共著
- 『超能力者清田益章が選ぶ本物のパワースポット』 (ムー・スーパーミステリー・ブックス2017)

## ゲーム
マインドシーカー
ナムコより1989年4月18日に発売されたファミコンソフト。清田が監修し、楽しみながら超能力が開発されるようにシミュレートされているゲーム。サブタイトルは「超能力開発ソフト」。ゲーム中は清田本人もガイド役としても登場し色々とサポートしてくれる。プレイヤーは超能力開発センターで彼のレクチャーに従い「透視」「予知」「念力」能力のトレーニング開発をしていく。

## 出演
テレビドラマ
- デッドストック〜未知への挑戦〜（2017年9月30日、テレビ東京）本人役

映画
- 緊急検証!THE MOVIE ネッシーvsノストラダムスvsユリ・ゲラー（2019年1月11日、東北新社）[15]